# 金記集團

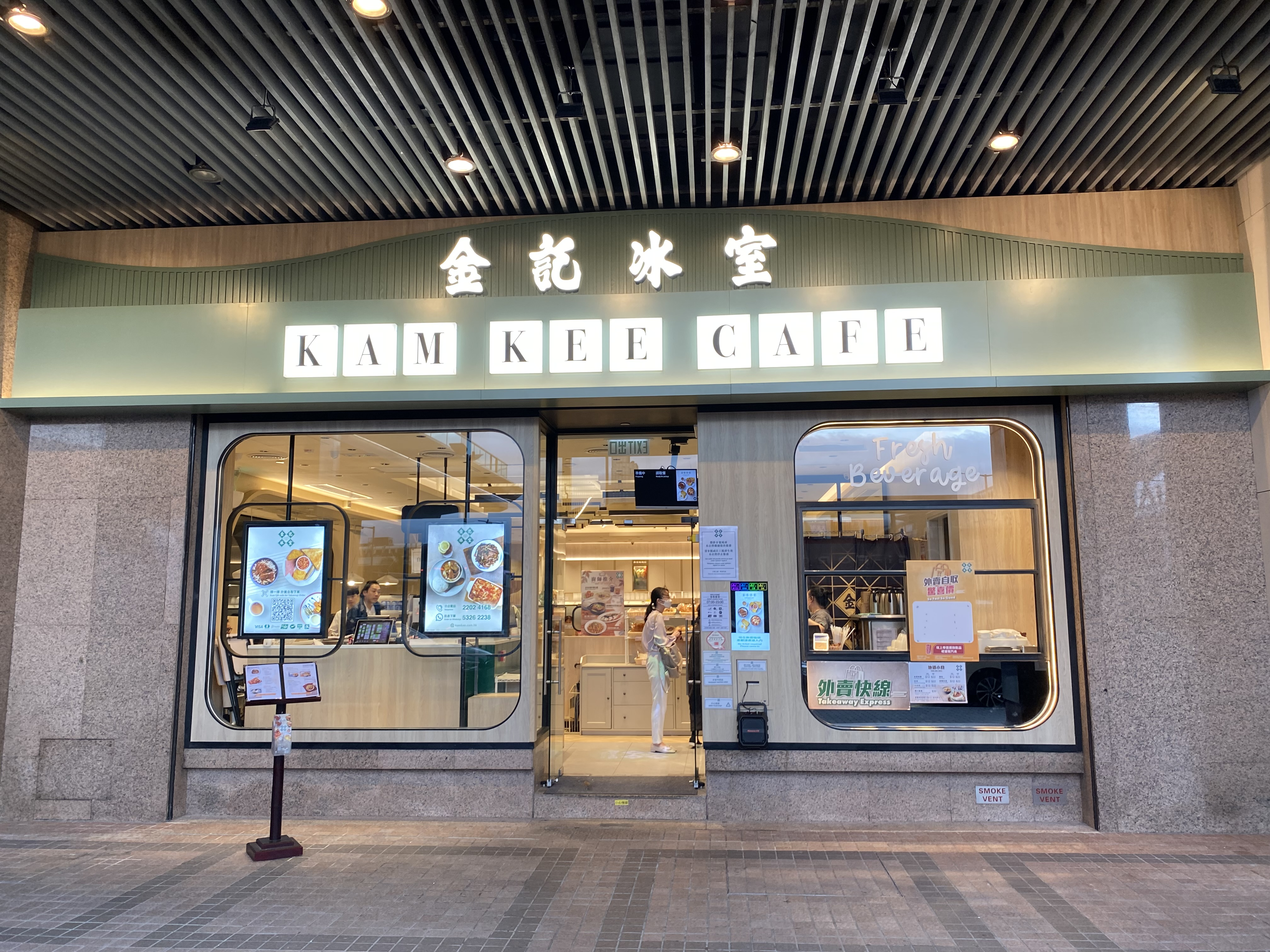
金記冰室在灣仔海港中心的分店

金記控股有限公司(英語：Kam Kee Holdings Limited)，是香港著名的茶餐廳集團，截至2025年8月，集團合共經營9間餐廳。

## 歷史
1967年，陳桂秋租下筲箕灣舖位，開設金記冰室。2012年，徐汶緯得知金記冰室因租金壓力而有意結業，前往洽商接手。2013年，徐汶緯於西營盤重新開店，隨後陸續開設分店，並擴展出南洋茶室、京川餐館、潮州餐館和火鍋店等多個不同領域的餐飲品牌，而且進軍國際市場。因保育香港冰室文化，因此主席徐汶緯在2021年時為40歲，獲得香港十大傑出青年。
在2020年至2023年疫情期間曾急劇擴張，但在2024年多間分店倒閉，在2024年2月開始拖欠各分店多名員工薪金，及拖欠租金，已登上香港01新聞，及後被勞工處發出警告。直至同年12月，金記冰室尚餘10間分店。2025年1月，金記冰室過渡至新公司「君記」名下。同年3月，旗下餐廳「麗香園冰室」結束營運。
2025年4月，旗下餐廳「亞金南洋冰室」相繼結業，剩餘1間分店。同年4月28日，公司遭到債權人入稟高等法院進行清盤，案件排期同年7月進行聆訊。而集團網站已於同年6月關閉。
2025年8月，本地傳媒報道，金記冰室暗中兩度易手，現由「金浠餐飲」經營。新公司董事與金記控股最大股東連長江同名，疑為同一人，懷疑舊公司承擔舊債務並清盤，新公司試圖撇清責任。金記於去年初被入稟追討欠租、員工薪金及強積金供款後，先由「君記」接手，但一個月後員工合約被終止並再遭拖欠薪金，隨後轉由「金浠餐飲」接管。，同月，旗下金記冰室尚餘5間。

## 旗下品牌
- 金記冰室（5間）
- 駟馬拖車潮汕飯店（1間）
- 十三姨酸菜魚（1間）
- 金公館（1間）
- 亞金南洋茶室（1間）